# ديك جونسون (سائق سيارة سباق)
ديك جونسون (بالإنجليزية: Dick Johnson)‏ هو سائق سيارة سباق أسترالي، ولد في 26 أبريل 1945 في كوينزلاند في أستراليا.